# 阿德莱德 (韦尔芒杜瓦)
阿德莱德・德・韦尔芒杜瓦（法語：Adélaïde de Vermandois），在1085年至1102年间担任韦尔芒杜瓦女伯爵及瓦卢瓦女伯爵，同时其也是最后一位有实际领土控制的加洛林家族成员。

## 简介
阿德莱德的父亲是埃贝尔四世，母亲则为瓦卢瓦的阿德莱德。
阿德莱德于1080年前和法国国王亨利一世的儿子腓力一世的弟弟于格一世结婚。阿德莱德及于格一世在埃贝尔四世的儿子厄德于1085年因为精神疾病被剥夺韦尔芒杜瓦伯爵以及瓦卢瓦伯爵的继承权后成为韦尔芒杜瓦伯爵及瓦卢瓦伯爵。
在于格一世于1102年去世后，韦尔芒杜瓦伯爵以及瓦卢瓦伯爵传给了于格一世与阿德莱德的儿子拉乌尔一世，标志着加洛林家族从此失去了所有封地。
1104年，阿德莱德和克莱蒙伯爵雷诺二世结婚，二人共有一女玛格丽特。

## 子嗣
阿德莱德与于格一世共有九位子嗣，其中四位为男性，五位为女性。
- 马蒂尔德（？—？），于1090年与博让西伯爵拉乌尔一世成婚。
- 比阿特丽斯（？—1144年），与古尔内家族的于格四世成婚。
- 拉乌尔一世（？—1152年10月14日），于1102年至1152年间担任韦尔芒杜瓦伯爵及瓦卢瓦伯爵。
- 伊莎贝尔（约1088年—1131年2月13日），嫁给了默兰及莱斯特伯爵罗伯特（英语：Robert_de_Beaumont,_1st_Earl_of_Leicester），后又嫁给了萨里伯爵威廉二世（英语：William_de_Warenne,_2nd_Earl_of_Surrey）
- 康斯坦斯（？—1118年），与莫城子爵戈德弗洛伊成婚。
- 艾格尼丝（约1085年—1130年），与萨沃纳侯爵博尼法西奥·德尔·瓦斯托成婚。
- 亨利（？—1130年），韦克桑地区肖蒙领主，在与皮卡第的库西领主托马斯·德·马尔的战斗中阵亡。
- 西蒙（？—1148年2月10日），努瓦永主教。
- 威廉（约1096年—？）。

与克莱蒙伯爵雷诺二世有一女。
- 玛格丽特（法语：Marguerite de Clermont-Beauvaisis）（约1105年—1132年），与佛兰德伯爵查理一世成婚。